# Gonioctena andrzeji
Gonioctena (Brachyphytodecta) andrzeji – gatunek chrząszcza z rodziny stonkowatych i podrodziny Chrysomelinae.
Gatunek ten opisany został w 2007 roku przez M. Daccordiego i Ge S.Q. Epitet gatunkowy nadano na cześć Andrzeja Warchałowskiego.
Chrząszcz o jajowatym ciele długości od 3,38 do 4,6 mm. Wierzch ciała i hypomera przedtułowia rudobrązowe, spód i odnóża zaś czarne. Czułki z pięcioma początkowymi członami ciemnobrązowymi a resztą czarną. Dwa początkowe człony głaszczków szczękowych rudobrązowe, reszta czarna. Przedplecze o czarnych krawędziach i rzadkim punktowaniu; punkty na dysku mniejsze niż po bokach. Na pokrywach regularne rzędy punktów większych niż na bokach przedplecza; punkty w ich międzyrzędach małe i rzadkie. Na epipleurach brak punktów. Edeagus samca z krótką, nieco przed szczytem powiększoną częścią wierzchołkową.
Owad znany z Hubei i Syczuanu w Chinach.